# Ockragumpad myrfågel
Ockragumpad myrfågel (Drymophila ochropyga) är en fågel i familjen myrfåglar inom ordningen tättingar.

## Utbredning och systematik
Fågeln förekommer i sydöstra Brasilien (sydöstra Bahia till Espírito Santo, Minas Gerais, São Paulo). Den behandlas som monotypisk, det vill säga att den inte delas in i några underarter.

## Status
IUCN kategoriserar arten som livskraftig.